# Dolmen von Grovlegård

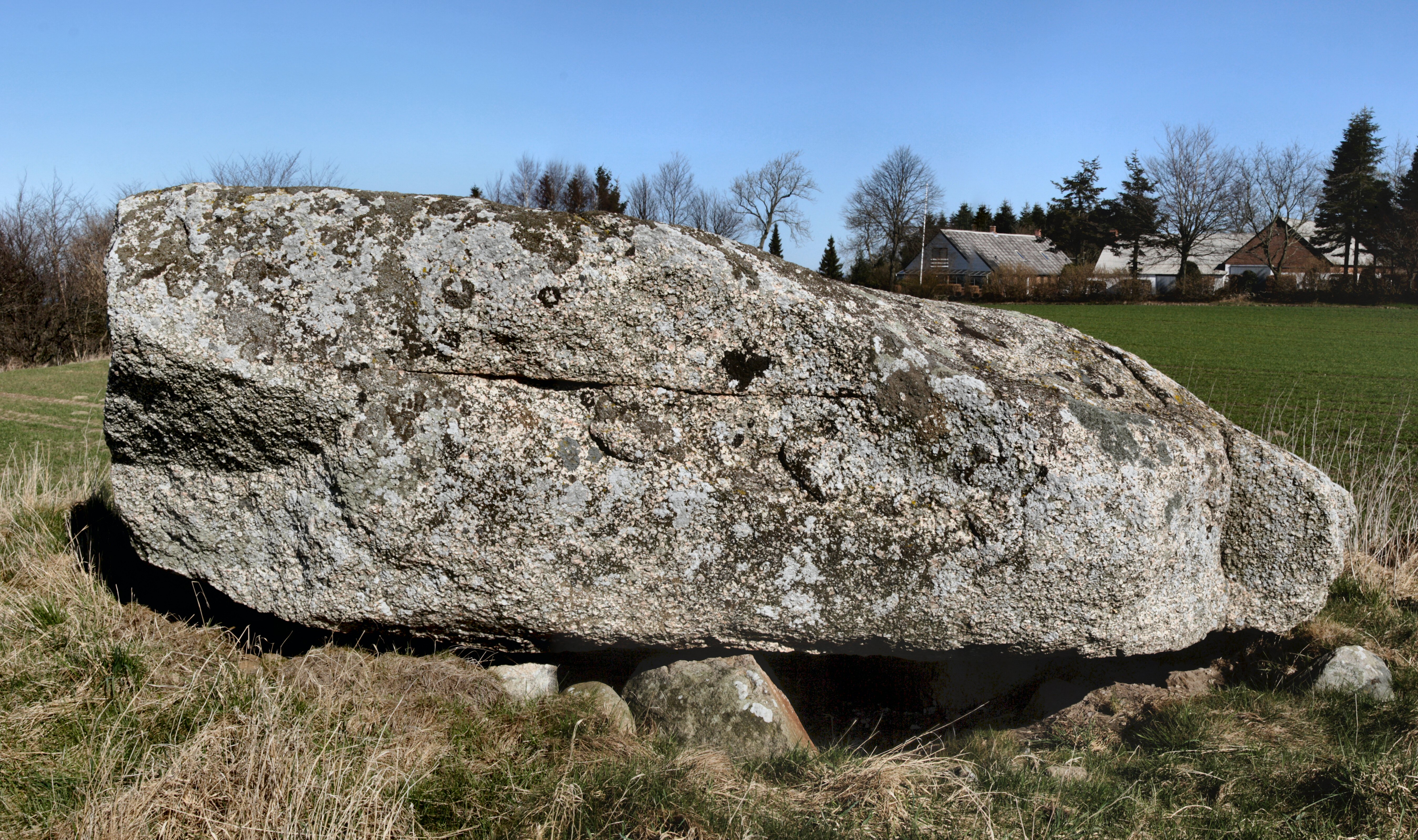
Deckstein des Dolmens

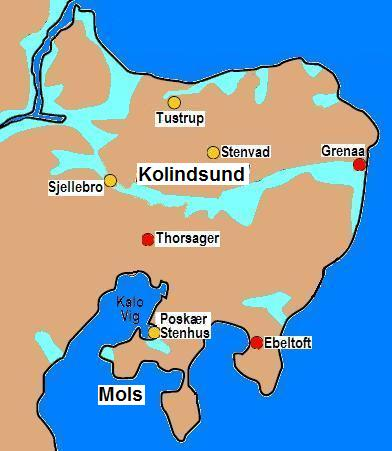
Karte von Djursland

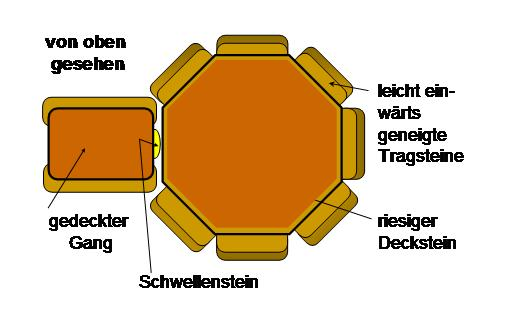
Schema Polygonaldolmen – von oben gesehen

Der Dolmen von Grovlegård (auch Agri Dysse genannt) auf Mols in Djursland im Osten von Jütland in Dänemark liegt westlich des Dorfes Agri. Es ist abgesehen vom Deckstein, der mit 3,7 × 3,1 m sehr groß ist und etwa 19 Tonnen wiegt, eine gut erhaltene Runddysse, ähnlich wie andere Polygonaldolmen in Dänemark. Der hexagonale Dolmen mit den fünf Tragsteinen wurde von vielen Archäologen, darunter auch Sophus Müller (1846–1934) besucht, der ihn 1877 unter Schutz stellen ließ.
Das Großsteingrab stammt aus der Jungsteinzeit etwa 3500–2800 v. Chr. und ist eine Megalithanlage der Trichterbecherkultur (TBK).

## Beschreibung
Die Tragsteine liegen teilweise in dem Hügel, der 14 m Durchmesser hat und eine Resthöhe von 1,5 m aufweist. Die Kammer ist zur Hälfte mit Erde gefüllt. 16 Randsteine des Hügels sind erhalten, aber teilweise versunken und überwuchert.
Untersuchungen haben ergeben, dass der Deckstein eine Hälfte eines Felsblocks bildet, dessen andere Hälfte sich auf der zwei Kilometer südlich gelegenen Runddysse Poskær Stenhus befindet. Es ist nicht mit Sicherheit festzustellen, ob der Stein von den Trägern der Trichterbecherkultur (TBK), die die Dolmen zwischen 3500 und 2800 v. Chr. errichteten, gespalten worden ist. Es kann auch durch Frost gespalten worden sein. Gespaltene Steine sind allerdings auch von anderen Dolmen und von Ganggräbern (z. B. Troldhøj (Stenstrup)) bekannt. Die Grundrisse der Megalithanlagen Grønnehøj und Ubby Dysselod stimmen sogar völlig überein. Die beiden Ganggräber liegt 70 Meter voneinander entfernt und sind echte Zwillinge.